# مايك جوستين
مايك جوستين (بالإنجليزية: Mike Heath)‏ هو سباح أمريكي، ولد في 9 أبريل 1964 في ماكالين في الولايات المتحدة.

## روابط خارجية
- مايك جوستين على موقع الاتحاد الدولي للسباحة (الإنجليزية)
- مايك جوستين على موقع أوليمبيديا (الإنجليزية)